# Риваль, Мария Александровна
Мария Александровна Риваль  (род. 29 октября 1984, Москва) — российская актриса театра и кино.

## Биография и творчество
Родилась в Москве 29 октября 1984 года. Училась в средней школе № 1201 на ул. Павла Корчагина. обучалась в детской театральной студии «Мел». В 16 лет поступила в театр-студию «Квадрат», где сыграла несколько главных ролей в классических постановках. В 2008 году окончила Театральный институт имени Бориса Щукина (курс М. П. Семакова).
С 2008 года работает в Государственном академическом театре им. Евгения Вахтангова. Среди ролей — Машенька из «Окаёмовых дней» в дуэте с Владимиром Этушем, Даша в «Бесах» в постановке Юрия Любимова, Одесситка в «Белой акации» и Сонька в «Дядюшкином сне». Бедная родственница из «Пиковой дамы» в постановке Петра Фоменко, Фатима в «Али-Бабе и сорока разбойниках», Химка «За двумя зайцами…», Стёпка в постановке «Люди как люди» Владимира Иванова и ещё около двадцати театральных ролей.
В театральном сезоне 2019/20 была занята в спектаклях театра им. Евг. Вахтангова: «Дневник Анны Франк», «Анна Каренина», «Евгений Онегин», «Люди как люди», «Минетти», «Улыбнись нам, Господи», «Царь Эдип».
Первая эпизодическая роль — в сериале «Люба, дети и завод». Из работ в кинематографе можно отметить фильм-спектакль «Берег женщин» снятый по мотивам творчества Марлен Дитриж, роли в популярных кинофильмах и сериалах: «Этаж», «Выбор моей мамочки», «Кремлёвские курсанты», «Приказано꞉ женить», «Кухня», «Измены» и др.
В 2015 году открыла свой канал на Youtube, став бьюти-блогером. В своем блоге «Мasha from Russia» Риваль выкладывает видеоролики из повседневной жизни и интернет-уроки по макияжу собственного производства, перевоплощается в различных персонажей, например в Снежную Королеву, Фриду Кало или Королеву ключей. Финалистка и призёр всемирного конкурса «NYX Face Awards» в России.
18 марта 2019 года в Театре им Евг. Вахтангова состоялась премьера спектакля в постановке Екатерины Симоновой и Римаса Туминаса «Дневник Анны Франк» по пьесе Фрэнсиса Гудрича и Альберта Хаккета, получивших за неё Пулитцеровскую премию. Главную роль в этом спектакле исполнила Мария Риваль (Анна Франк).

В этой постановке сложился один из самых прекрасных и дружных актёрских ансамблей, который я когда-либо видела, но не могу не отметить главную героиню. Актриса Марии Риваль легко представляет, как тринадцатилетнюю шаловливую непоседу, папину любимицу, так и притихшую, лирически настроенную пятнадцатилетнюю девушку. В героиню Марии Риваль невозможно не влюбиться…— Лариса Каневская Журнал «Мнение» 

Анна (Мария Риваль) — основной двигатель действия — взрывная, дерзкая, неуправляемая, но такая трогательная.— Марина Райкина «Московский Комсомолец».
Спектакль и работа Марии Риваль получили много положительных отзывов в российской и зарубежной прессе.

## Личная жизнь
Имеет двоих сыновей. Замужем, муж Антон Риваль (15.08.1991) — актёр, выпускник Школы-Студии МХАТ (2014). Супруги живут и работают в Москве.

## Театральные работы (избранное)
| Театр                                                                    | Спектакль                             | Постановка               | Роль                          | Примечание |
| ------------------------------------------------------------------------ | ------------------------------------- | ------------------------ | ----------------------------- | ---------- |
| Театр имени Евг. Вахтангова                                              |                                       |                          |                               |            |
| Дневник Анны Франк Фрэнсис Гудрич и Альберт Хаккет                       | Римас Туминас Екатерина Симонова      | Анна Франк гл. роль      | видеофрагмент                 |            |
| Окаёмовы дни По мотивам пьесы А. Афиногенова «Машенька»                  | Родион Овчинников                     | Маша гл. роль            | видеофрагмент                 |            |
| Сказки Старого Арбата Алексей Арбузов                                    | Екатерина Симонова                    | Виктоша                  | постановка к 100-летию театра |            |
| Берег женщин Хореографическая композиция по мотивам песен Марлен Дитрих  | Анжелика Холина Хореограф-постановщик | Near you                 | телеспектакль                 |            |
| Дядюшкин сон Ф. М. Достоевский, комедия в 2-х действиях                  | Владимир Иванов                       | Сонька                   | видеофрагмент                 |            |
| Люди как люди По пьесе М. Горького «Зыковы», сцены в 2-х частях          | Владимир Иванов                       | Стёпка                   | видеофрагмент                 |            |
| Бѣсы Ф. М. Достоевский, Концертное исполнение романа в 2-х частях        | Юрий Любимов                          | Даша                     | видеофрагмент                 |            |
| За двумя зайцами… М. Старицкий, комедия в 2-х действиях                  | Александр Горбань                     | Химка                    |                               |            |
| Минетти Томас Бернхард                                                   | Римас Туминас                         | Гостья отеля (маска)     | видеофрагмент                 |            |
| Вечер шутов Балаган в 2-х актах                                          | Екатерина Симонова                    | Мальчик артистка цирка   | видеофрагмент                 |            |
| Белая акация Музыкальный спектакль в 2-х действиях.                      | Владимир Иванов                       | Одесситка                |                               |            |
| Али-Баба и сорок разбойников Волшебная сказка Шахрезады в 2 частях       | Александр Горбань                     | Фатима                   |                               |            |
| Пристань Спектакль в 2-х действиях                                       | Римас Туминас                         | Француженка              | видеофрагмент                 |            |
| Пиковая дама А. С. Пушкин                                                | Пётр Фоменко                          | Бедная родственница      |                               |            |
| Евгений Онегин А. С. Пушкин                                              | Римас Туминас                         | «Зайчик»                 | видеофрагмент                 |            |
| Анна Каренина Хореографический спектакль по мотивам романа Льва Толстого | Анжелика Холина                       | Дама из высшего общества | видеофрагмент                 |            |
| Центр А. Казанцева и М. Рощина (Москва)                                  | ВААЛ По пьесе Б. Брехта               | Георг Жено               | Иоганна                       |            |
| Центр А. Казанцева и М. Рощина (Москва)                                  | Третья смена Павел Пряжко             | Филипп Григорьян         | Маринка                       |            |
| Театр-студия «Квадрат» (Москва)                                          | Чайка А. П. Чехов                     |                          | Нина Заречная                 |            |
| Театр-студия «Квадрат» (Москва)                                          | Гроза А. Н. Островский                |                          | Катерина                      |            |

## Фильмография (избранное)
| Год       |   | Название                    | Роль                        |
| --------- | - | --------------------------- | --------------------------- |
| 2004—2013 | с | Кулагин и партнёры          | эпизод                      |
| 2006      | с | Люба, дети и завод…         | эпизод                      |
| 2006      | с | Врачебная тайна             | Таня Литвинова              |
| 2006      | ф | Лифт                        | жертва                      |
| 2008      | ф | Мустанг                     | туристка                    |
| 2007      | с | Школа № 1                   | Виктория                    |
| 2007      | с | Папины дочки                | клиентка брачного агентства |
| 2008      | ф | Выбор моей мамочки          | Нина                        |
| 2008      | с | Короли игры                 | Маша (Анжела)               |
| 2008      | с | Преступление будет раскрыто | Галя Маслёнкина             |
| 2009      | с | Кремлёвские курсанты        | Наташа                      |
| 2009      | с | След                        | Марина                      |
| 2009      | с | Спальный район              | София Архипова              |
| 2009      | с | Универ                      | Полина                      |
| 2011      | ф | Приказано женить            | Лара                        |
| 2012      | с | Кухня                       | посетитель ресторана        |
| 2013      | с | Этаж                        | Лиза                        |
| 2017      | с | Доктор Анна                 | Светка                      |
| 2019      | с | Фантом                      | Лена                        |
| 2020      | с | Марлен                      | Маша                        |

## Статьи и публикации
- Елена Дьякова. Послание апостола Павла. Год 1941 // Новая Газета. — 2013. — 15 мая. — ISSN 1606-4828.
- Телеканал Культура. Бенефис Владимира Этуша – 10 лет спустя // ВГТРК : телеканал. — 2013. — 11 мая.
- Ольга Мишанина. Острые межличностные конфликты, мудрость и проблема отцов и детей в спектакле Владимира Иванова «Люди как люди» // ArtРеприза : журнал. — 2013. — 4 мая.
- Ольга Турчинская. К юбилею Владимира Этуша: премьера спектакля «Окаемовы дни» // ArtРеприза : журнал. — 2016. — 4 октября.
- Дарья Старостина. Актриса Мария Костикова: факты из биографии и фильмографии // SYL.ru : интернет портал. — 2017. — 11 марта.
- Елена Сергиенко. Мария Костикова: биография, работы в театре и кино, личная жизнь актрисы // FB.ru : интернет-альманах. — 2018. — 28 июля.
- Ольга Пурчинская. Вахтанговцы прочли, прожили и рассказали "Дневник Анны Франк" за 100 минут // Антреприза : журнал. — 2019. — 19 марта.
- Марина Райкина. «Дневник Анны Франк»: историческая память или патриотизм // Московский Комсомолец : газета. — 2019. — 20 марта. — ISSN 1562-1987.
- Ирина Мак. Бренд по имени Анна // Лехаим : журнал. — 2019. — 24 марта. — ISSN 0869-5792.
- «Дневник Анны Франк» на Симоновской сцене Вахтанговского театра // WPO NEWS : альманах. — 2019. — 24 марта.
- Ольга Егошина. Жертвы истории // Театрал : журнал. — 2019. — 20 марта.